# Дамско сърце
Дамското сърце (Lamprocapnos spectabilis) е вид покритосеменно многогодишно цвете от семейство Макови. Обикновено достига до 70 cm височина, цветовете му са бели, розови или червени с формата на сърце и висят на дълги дръжки подобно на гроздове.

## Галерия
- Дамско сърце
- Дамско сърце
- Разновидност в бяло
- Дамско сърце_2

## Външни препрати
- Coeur de Marie rose Архив на оригинала от 2007-09-28 в Wayback Machine. – на френски.
- Herzblumen Архив на оригинала от 2004-10-16 в Wayback Machine. – на немски.